# Alicia Quirk
Alicia Jane Quirk coniugata Lucas (Wagga Wagga, 28 marzo 1992) è una rugbista a 15 australiana, attiva soprattutto nel rugby a 7 in cui è medaglia d'oro olimpica.

## Biografia
Giocatrice del Tribe, formazione australiana di rugby a 7, debuttò nella nazionale di categoria a maggio 2013.
Nel 2016 fu parte dell'équipe australiana che vinse la medaglia d'oro al torneo di specialità delle olimpiadi di Rio de Janeiro, e a seguire fu argento al torneo Seven dei Giochi del Commonwealth 2018 a Gold Coast.
Alicia Quirk è sposata dal settembre 2019 con il rugbista dei Brumbies Matt Lucas; nel 2020 Quirk avrebbe dovuto prendere parte al torneo olimpico di rugby a 7 a Tokyo, ma a seguito del rinvio di un anno causato dalla pandemia di COVID-19 intraprese la sua prima gravidanza dalla quale nacque sua figlia Matilda a maggio 2021, con conseguente rinuncia alla partecipazione olimpica.